# An Dour Kamm
An Dour Kamm est un cours d'eau breton situé au nord du Finistère. Il traverse les communes de Commana, Lampaul-Guimiliau, Locmélar, Saint-Sauveur, Sizun.
Son bassin collecteur est l’Élorn.